# 2035年9月2日の日食
2035年9月2日の日食（2035ねん9がつふつかのにっしょく）は、観測する地域によって皆既日食または部分日食として観測される。本記事での時刻は、特記のない限り協定世界時 (UTC) にて記す。見られる場所についてはを参考とした。

## 日食
部分日食はアジア（西アジアの一部を除く）、太平洋の広い範囲と北アメリカ西部で見られる。部分日食が9月1日23時15分15秒に始まった後、翌2日0時15分34秒に中華人民共和国新疆ウイグル自治区ホータン市北方で皆既日食が始まる。中心食帯は甘粛省、内モンゴル自治区、山西省、河北省、北京市、天津市を通ったのち渤海に抜ける。その後は遼東半島を横切って黄海と朝鮮半島を通過し、日本海に入る。
その後、日本列島を横断、北陸地方と北関東を中心に皆既日食が見られる。そして太平洋に入り、1時55分15秒に南鳥島北東の北緯29度6.3分 東経158度4.8分 / 北緯29.1050度 東経158.0800度で最大食を迎え、食分は1.0320、中心食帯の幅は約116 km、皆既日食の継続時間は2分54秒に達する。日本で皆既日食が観測できるのは2009年7月22日の日食以来26年ぶり、本土（日本の陸上）で観測できる規模のものとしては北海道北東部で観測された1963年7月20日の日食（日本時間では21日）以来72年ぶり、本州では1887年8月19日以来148年ぶりとなる。
その後は陸地を通らず、ハワイ諸島南東の海上で3時35分2秒に皆既日食は終了し、4時35分26秒に部分日食も終了する。

### 皆既日食が見られる国・主な都市
- 中国
  - 酒泉市
  - 北京市
  - 天津市 - 北部のみ
  - 唐山市
- 北朝鮮
  - 平壌直轄市
  - 元山市
- 韓国 - 江原特別自治道高城郡をわずかに通過するだけであり都市は通らない。
- 日本
  - 富山市
  - 長野市
  - 前橋市
  - 宇都宮市
  - 水戸市
  - 東京23区や金沢市はわずかに皆既食帯から外れる。